# Wings (pel·lícula)
Wings és una pel·lícula muda estatunidenca de 1927 dirigida per William A. Wellman.
Va aconseguir l'Oscar a la millor pel·lícula i als millors efectes, el primer cop que s'entregaven els premis. La pel·lícula va ser també rècord de taquilla, al causar sensació amb les seues escenes de combat aeri.

## Argument
John i David són dos amics que s'enamoren de la mateixa xica; d'altra banda, Mary, la veïna de John, està enamorada d'ell.
Comença la I Guerra Mundial i els xics s'apunten com a pilots de combat; llur rivalitat és deixada de costat quan han d'enfrontar-se a l'enemic comú. Mary els seguix la pista i és anomenada com a personal auxiliar d'una companyia motoritzada pròxima a ells.

## Repartiment
- Clara Bow: Mary Preston
- Charles Rogers: Jack Powell
- Richard Arlen: David Armstrong
- Jobyna Ralston: Sylvia Lewis
- El Brendel: Herman Schwimpf
- Richard Tucker: Comandant aeri
- Gary Cooper: Cadet White
- Gunboat Smith: sergent
- Henry B. Walthall: pare de David
- Roscoe Karns: Tinent Cameron
- Julia Swayne Gordon: mare de David
- Arlette Marchal: Celeste